# Charles-Romain Capellaro
Charles-Romain-Joseph  Capellaro, född den 2 september 1826 i Paris, död där den 8 november 1899, var en fransk bildhuggare. Han  var far till Paul-Gabriel Capellaro.
Capellaro blev lärjunge vid den under Bellecs inseende stående skolan för matematisk och plastisk teckning och erhöll redan år 1840 och 1841 medaljer för skulpturarbeten. Sedan han därefter studerat för David d'Angers och François Rude, blev han lärjunge vid École des beaux-arts, utförde sedermera för Francisque Joseph Duret några modeller i marmor, som efterföljdes av arbeten för Eugène Guillaume, Jacques-Edme Dumont, François Joseph Bosio med flera. År 1861 utförde han till en gravvård åt två av sina barn en staty av odödlighetens genius, som exponerades 1863, gjorde stor lycka och grundlade hans rykte. Sedermera modellerade han en större grupp över Kristi frestelse, vars utförande i marmor förhindrades genom kriget 1870. För sitt deltagande i kommunens uppror dömdes han till deportation till Nya Kaledonien, men fullbordade ännu före straffets tillämpning i fångenskapen en mycket beundrad ängel Gabriel. Bland de efter hans återkomst från landsförvisningen skapade verken kan nämnas de 1880 fullbordade figurerna av satiren; (oklädd kvinnogestalt) och franska revolutionen.